# Белеуць
Белеуць (рум. Beleuți) — село у Фалештському районі Молдови. Входить до складу комуни, адміністративним центром якої є село Наталієвка.

## Населення
За даними перепису населення 2004 року у селі проживала 231 особа.
Національний склад населення села:
| Національність | Кількість осіб | Відсоток |
| -------------- | -------------- | -------- |
| українці       | 193            | 83,5%    |
| молдавани      | 26             | 11,3%    |
| росіяни        | 12             | 5,2%     |
| Всього         | 231            | 100%     |